# Victor Müller (Maler, 1871)

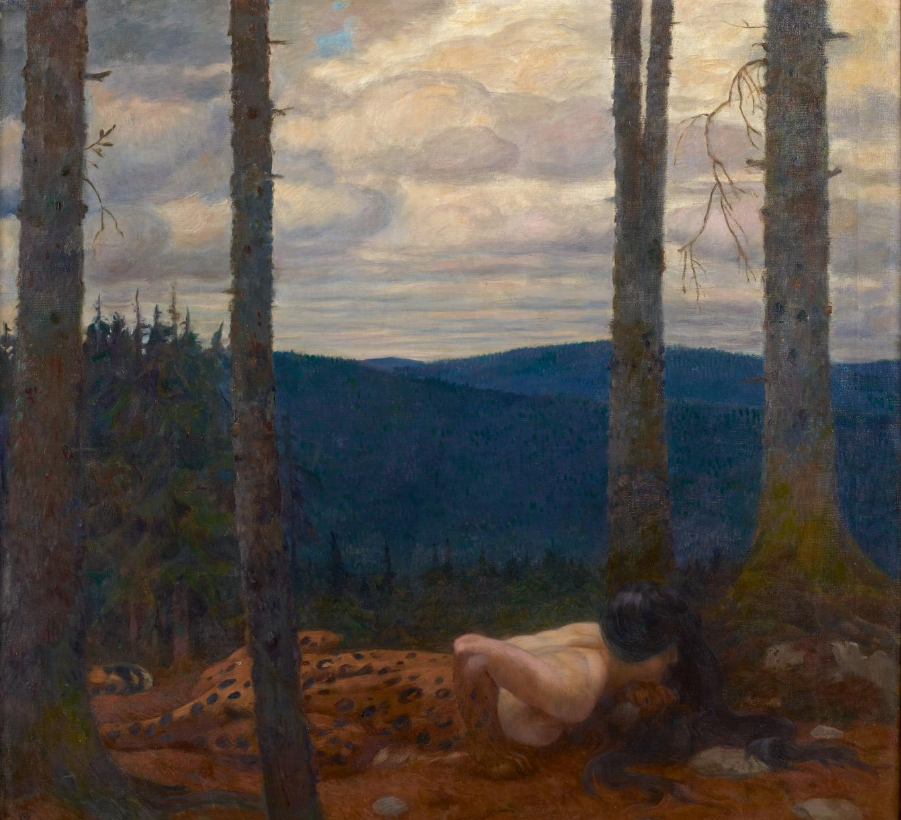
Spinx (1906); Öl auf Leinwand

Victor (auch Viktor) Müller (* 26. Juli 1871 in Galanta, Komitat Pressburg; † 23. Februar 1951 in Melk, Niederösterreich) war ein österreichischer Historienmaler.

## Leben
Victor Müller wurde in der Stadt Galanta in der Donauebene, östlich von Pressburg, geboren. Das in älteren Publikationen angegebene Geburtsdatum mit 26. April ist falsch. Er studierte an der Wiener Akademie und war u. a. Schüler von August Eisenmenger. In Wien malte er um die Jahrhundertwende Historienbilder und Werke im Jugendstil. Ab etwa 1930 lebte er in Melk, wo vor allem gegenständliche Landschaften und Veduten entstanden.
Victor Müller ist heute weitgehend vergessen. Immerhin befindet sich noch ein Bild Müllers in der ständigen Schausammlung der Österreichischen Galerie Belvedere.

## Werke (Auszug)
- Sphinx[1] (Wien, Österreichische Galerie), 1906, Öl auf Leinwand
- Knabenkopf[2] (Wien, Österreichische Galerie)